# اولشینگ
اولشینگ (به آلمانی: Olching) یک شهر در آلمان است که در بایرن واقع شده‌است.

## خصوصیات
اولشینگ ۲۹٫۹۱ کیلومترمربع مساحت دارد ۵۰۳ متر بالاتر از سطح دریا واقع شده‌است.

## خواهرخوانده
شهرهای Feurs و توخلا خواهرخوانده‌های اولشینگ هستند.

## نگارخانه

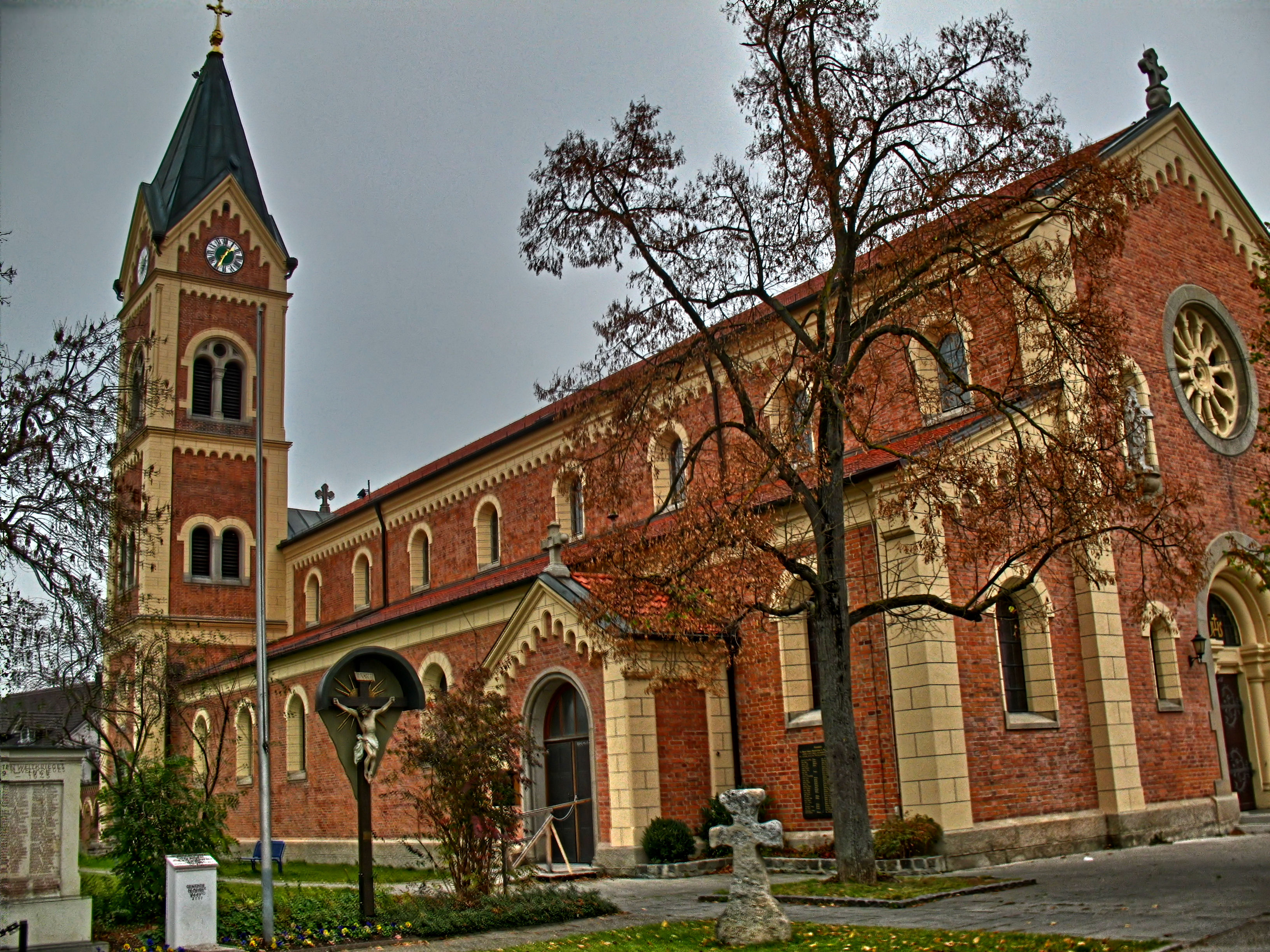
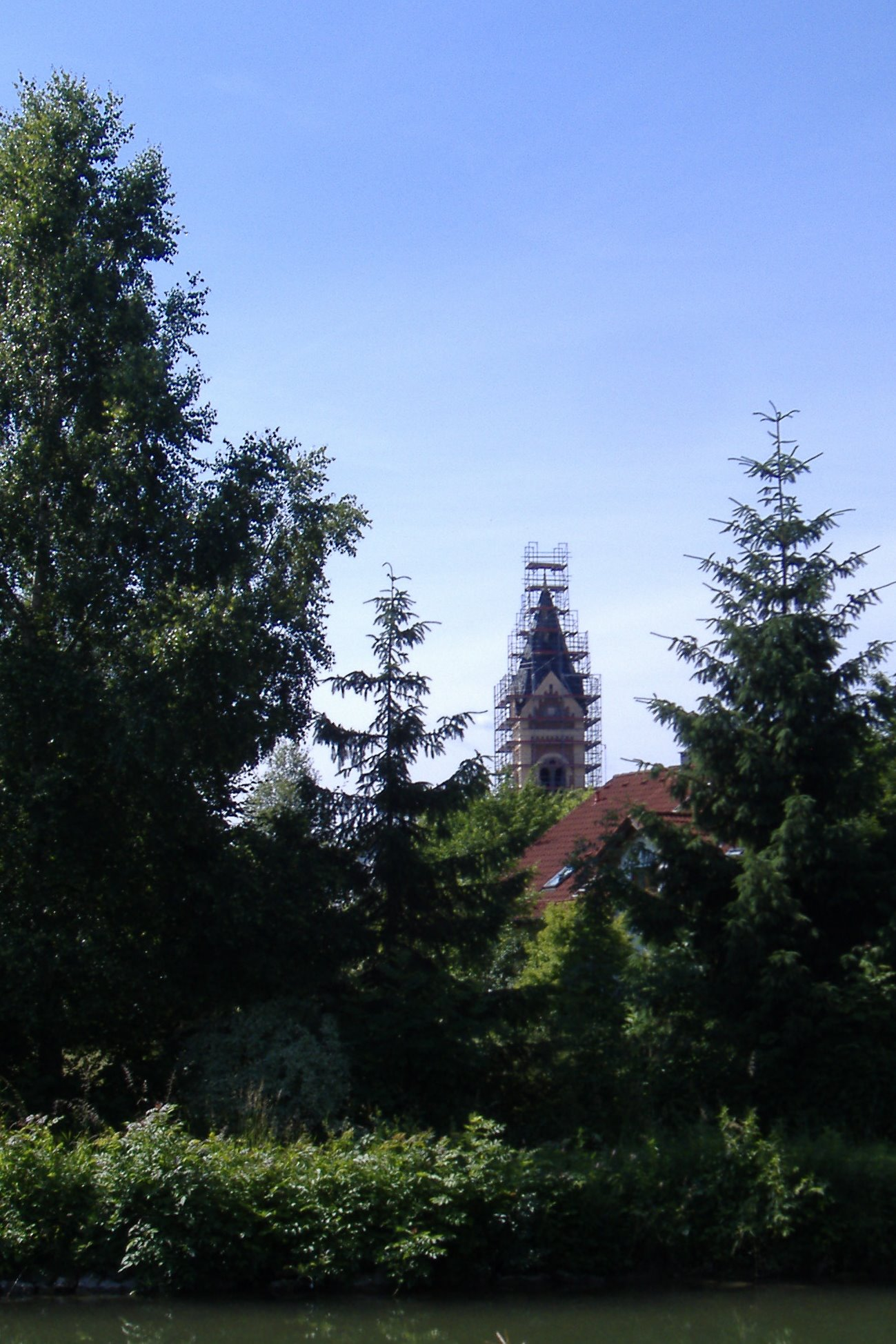
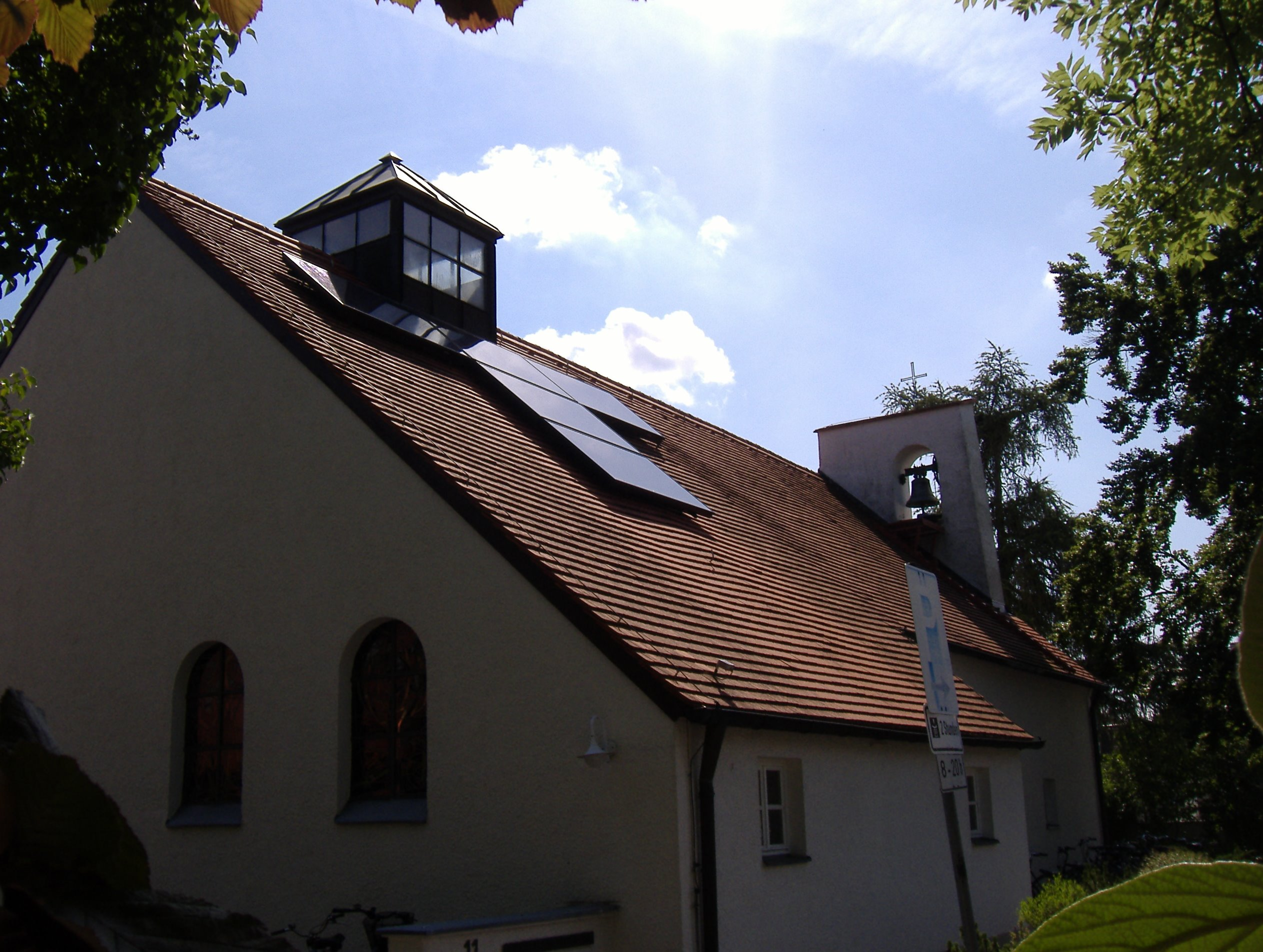